# Catanduva
 (septembre 2024).
Si vous disposez d'ouvrages ou d'articles de référence ou si vous connaissez des sites web de qualité traitant du thème abordé ici, merci de compléter l'article en donnant les références utiles à sa vérifiabilité et en les liant à la section « Notes et références ».
Pour les articles homonymes, voir Catanduvas.
Catanduva est une ville brésilienne de l'État de São Paulo. Sa population était estimée à 112 843 habitants en 2010. La municipalité s'étend sur 292 km2.

## Démographie
| Évolution de la population (municipalité) | Évolution de la population (municipalité) | Évolution de la population (municipalité) | Évolution de la population (municipalité) |
| Année                                     | Population                                |                                           | %±                                        |
| ----------------------------------------- | ----------------------------------------- | ----------------------------------------- | ----------------------------------------- |
| 1920                                      | 16 009                                    |                                           |                                           |
| 1940                                      | 40 769                                    |                                           | 154,7%                                    |
| 1950                                      | 44 431                                    |                                           | 9,0%                                      |
| 1960                                      | 49 513                                    |                                           | 11,4%                                     |
| 1970                                      | 58 251                                    |                                           | 17,6%                                     |
| 1980                                      | 72 865                                    |                                           | 25,1%                                     |
| 1991                                      | 93 317                                    |                                           | 28,1%                                     |
| 2000                                      | 105 847                                   |                                           | 13,4%                                     |
| 2010                                      | 112 820                                   |                                           | 6,6%                                      |
| 2022                                      | 115 791                                   |                                           | 2,6%                                      |
| ,                                         |                                           |                                           |                                           |